# Vi cá mập
Vi cá mập (Phồn thể: 魚翅; Hán Việt: Ngư sí, Việt phanh: jyu4 ci3, Mandarin: (Bính âm) yúchì (Wade-Giles) Yü Ch'ih4) hay vây cá mập (phương ngữ miền Nam) là tên loại vây của cá mập được chế biến thành món ăn của một số nước Đông Á như Trung Quốc, Nhật Bản, Triều Tiên, Việt Nam... dành cho những người giàu do có giá đắt đỏ.

## Giới thiệu
Cá mập là một loài cá sống phổ biến ở các vùng biển trên khắp thế giới. Theo thống kê của các nhà khoa học, hiện nay trên thế giới có hơn 420 loài cá mập với các kích cỡ khác nhau. Việc khai thác, đánh bắt cá mập đã trở thành một nghề nổi trội, thu hút đa số ngư dân tại các nước giáp với biển trên thế giới. Người ta đánh bắt cá mập chủ yếu để lấy vi cá, do vi cá mập có giá trị rất lớn trên thị trường thế giới. Hiện nay, những nước đánh bắt và tiêu thụ vi cá mập lớn nhất thế giới là Mỹ và Trung Quốc. Ở Việt Nam cũng có những vùng khai thác cá mập như Phú Yên, Nha Trang, Bình Định.
|  |  |
|  |  |

### Giá trị và công dụng
Vi cá mập được sử dụng làm thực phẩm từ cách đây hàng ngàn năm nhưng các nhà khoa học mới quan tâm đến tác dụng của vi và sụn cá mập tới bệnh tật từ những năm 1950-1960. Chất Chondroitin có trong sụn vi cá mập thường được chế biến thành những loại thuốc có tác dụng:
- Chữa trị các bệnh về xương khớp: Do Chondroitin ức chế các men phá hủy chất sụn trong khớp, kích hoạt các men xúc tác cho quá trình tổng hợp axit hyaluronic. Đây là chất cần thiết cho khớp hoạt động tốt, thuốc này dùng cho những trường hợp thấp khớp, đau nhức xương khớp.
- Chữa các bệnh về mắt: Chondroitin tạo độ ẩm thích hợp cho mắt, giúp điều tiết mắt tốt. Nó cũng nuôi dưỡng các tế bào giác mạc, tái tạo lớp phim trước giác mạc, tăng cường tính đàn hồi của thấu kính thể mi. Chất này còn hạn chế sự khô mắt, mỏi mắt, hoa mắt khi mắt phải làm việc nhiều.
- Bồi bổ cơ thể: Một số công ty dược phẩm sử dụng vi cá mập để sản xuất viên bổ tổng hợp, cung cấp các chất như calci, phosphor, kẽm... có công dụng thúc đẩy sự phát triển của xương, răng, các enzyme tiêu hóa, hoạt động của thận và tuyến tiền liệt.

Ngày nay, vi cá mập là một trong những sản phẩm cá đắt tiền nhất trên thế giới. Chúng được sử dụng để chuẩn bị món súp vi cá mập. Vi cá mập thường được chế biến cầu kỳ thành những sợi cước cá màu trắng. Nó thường được dùng để nấu súp với các thực phẩm như: cua, thịt gà, hải sâm và các vị thuốc có tính bồi bổ khác.  Giá tiền vi cá mập cực đắt, 1 kg loại xấu nhất là 300USD còn loại tốt nhất có giá tới 16.000USD và như vậy một bát súp vi cá mập tại Nhật Bản có giá từ 20 đến 120USD. Đây được coi là món ăn quý hiếm và đắt tiền rất được ưu chuộng tại Mỹ và các nước châu Á như Hong Kong và Nhật Bản.

### Thành phần dinh dưỡng
Vi cá mập hoàn toàn là chất sụn, 100g vi cá khô có 89% chất đạm (cao nhất trong thực phẩm giàu đạm), 0.1% bột đường, 0.22% chất béo, cung cấp 384 calo, một ít chất khoáng.

### Hình dạng, kích thước và cấu tạo da vi
Hầu hết các loài cá mập có vi hình tam giác. Kích thước của một vi được đo dựa vào độ dài cơ sở của vi hoặc khoảng cách giữa trung tâm của các đường cơ sở và chóp của vi cá. Tùy thuộc vào kích thước, vi được phân loại như rất lớn (40 cm và ở trên), lớn (30–40 cm), trung bình (20–30 cm), nhỏ (10–20 cm), rất nhỏ (4–10 cm)
Ở đây ta lấy kích thước trung bình của vi cá như sau: Đường cơ sở đáy của vi là 20 cm, chiều cao vi là 35 cm. Trung bình mỗi vi nặng 1,5 kg.
Một vi cá mập có rất ít mô cơ. Có màng, và trong một số trường hợp có một lớp mỡ dưới da, bao gồm một bó sợi collagen lây lan ra như một nang quạt. Trong hầu hết các vi cá mập các loại xơ này được hỗ trợ bởi một tiểu cầu sụn ở trung tâm. Tiểu cầu sụn không có trong vây đuôi.
Cá mập không có vảy. Da của vi cá giống như phần còn lại của cơ thể của cá mập, được bao phủ với số lượng lớn thường rất nhỏ cấu trúc giống như cái gai răng nhỏ. Điều này làm cho da cá mập giống như giấy nhám.